# Kanton Aigues-Mortes
Kanton Aigues-Mortes (francouzsky Canton d'Aigues-Mortes) je francouzský kanton v departementu Gard v regionu Languedoc-Roussillon. Tvoří ho tři obce.

## Obce kantonu
- Aigues-Mortes
- Le Grau-du-Roi
- Saint-Laurent-d'Aigouze